# Dotzheim
Dotzheim est un quartier de la ville de Wiesbaden en Allemagne.